# Leanne Liu
Leanne Liu Hsueh-hua (劉雪華), connue en tant que Leanne Lau Suet Wah, est une actrice taïwanaise, née le 12 novembre 1959 à Beijing. Elle commence sa carrière en réalisant des films à Hong Kong. Par la suite, elle migre à Taiwan dans les années 1980 pour s'orienter vers une carrière télévisuelle. Elle est souvent considérée comme la plus célèbre actrice taïwanaise des années 1980. Apparaissant dans plusieurs adaptations télévisées de romans de Chiung Yao, elle est l'une des actrices les mieux payées de Chine.

## Filmographie

### Films
| Année | Titre                                                |
| ----- | ---------------------------------------------------- |
| 1978  | Young and Lovable (情不自禁)                         |
| 1979  | Affairs (冤家)                                       |
| 1979  | The Almighty Extra (通天臨記)                        |
| 1980  | Innocence (情劫)                                     |
| 1980  | White Hair Devil Lady (en) (白髮魔女傳)              |
| 1982  | Hell Has No Boundary (en) (魔界)                     |
| 1983  | Hong Kong Playboys (花心大少)                        |
| 1983  | The Lady Assassin (清宮啟示錄)                       |
| 1983  | Little Dragon Maiden (en) (楊過與小龍女)             |
| 1983  | Bastard Swordsman (en) (天蠶變)                      |
| 1983  | Holy Flame of the Martial World (武林聖火令)         |
| 1983  | Usurpers of Emperor's Power (封神劫)                 |
| 1984  | The Little Cute Fellow (男女方程式)                  |
| 1984  | Return of the Bastard Swordsman (布衣神相)           |
| 1984  | Opium and the Kung-Fu Master (en) (洪拳大師)         |
| 1984  | The Hidden Power of the Dragon Sabre (en) (魔殿屠龍) |
| 1985  | My Mind, Your Body (錯體人)                          |

### Télévision
| Année | Titre                                                        | Rôle                              | Notes                                                                           |
| ----- | ------------------------------------------------------------ | --------------------------------- | ------------------------------------------------------------------------------- |
| 1981  | The Three Musketeers (妙手神偷)                              |                                   |                                                                                 |
| 1983  | The Smiling, Proud Wanderer (笑傲江湖)                       | Ren Yingying                      |                                                                                 |
| 1984  | Young Empress Dowager (少女慈禧)                             | Impératrice douairière Cixi       |                                                                                 |
| 1986  | Love in the Rain (煙雨濛濛)                                  |                                   |                                                                                 |
| 1986  | Many Enchanting Nights (幾度夕陽紅)                          |                                   |                                                                                 |
| 1988  | Zai Shui Yi Fang (在水一方)                                  |                                   |                                                                                 |
| 1991  | Bedside Love Story: Love in the Wind(床邊愛情故事：風裡的愛) | Yu Nina                           | A reçu le Golden Bell Award en tant que meilleure actrice de séries télévisées. |
| 1992  | The Book and the Sword (en) (書劍恩仇錄)                     | Huoqingtong                       |                                                                                 |
| 1993  | Justice Bao (en) (包青天)                                    | Qin Xianglian & Huo Qiuniang      |                                                                                 |
| 1994  | Heavenly Ghost Catcher 2 (天師鍾馗II)                        |                                   |                                                                                 |
| 1995  | Princess Moon (新月格格)                                     | Impératrice douairière Xiaozhuang |                                                                                 |
| 1998  | Thunderstorm Rider (霹靂菩薩)                                |                                   |                                                                                 |
| 2000  | Princess Jade (懷玉公主)                                     | Impératrice douairière Xiaozhuang |                                                                                 |
| 2000  | State of Divinity (en) (笑傲江湖)                            | Dongfang Bubai                    |                                                                                 |
| 2003  | The Pawnshop No. 8 (en) (第8號當舖)                          |                                   |                                                                                 |
| 2005  | The Palm of Ru Lai (新如来神掌)                              |                                   |                                                                                 |
| 2006  | Emerald on the Roof (en) (屋頂上的綠寶石)                    |                                   |                                                                                 |
| 2008  | Romantic Red Rouge (zh) (胭脂雪)                             |                                   |                                                                                 |
| 2007  | Pearl Love (還君明珠)                                        |                                   |                                                                                 |
| 2011  | Qin Xianglian (秦香莲)                                       | Chen Shimei's mother              |                                                                                 |
| 2011  | Palace (en) (宮鎖心玉)                                       | Consort De                        |                                                                                 |
| 2011  | New My Fair Princess (en) (新環珠格格)                       | Impératrice Xiaoshengxian         |                                                                                 |
| 2012  | The Legend of Zhen Huan (後宮甄嬛傳)                         | Lady Uya                          |                                                                                 |
| 2012  | Palace II (en) (宮鎖珠簾)                                    | Consort De                        |                                                                                 |